# MUTEKI
MUTEKI（むてき）は、芸能人を起用する日本のアダルトビデオメーカーで、WILLの内部メーカーである。2008年（平成20年）9月に第1作を発売開始した。

## 特徴
「芸能人しかキャスティングしません」というキャッチフレーズのもと、グラビアアイドルや女優などの芸能人が出演するアダルトビデオをリリースしている。また、有名アイドルグループの元所属者を謳われている者もいるが、AV出演にあたって別芸名を使っていると見られるケースもある。一例として、2014年にデビューした城田理加は公式サイトのキャッチコピーで「国民的アイドルグループの！？アンダーガ○ルズ入りしたあの子が」と銘打たれている。
なお、作品によっては「アダルトイメージビデオ(AIV)」と銘打ち、本番行為が行われていると謳うが実際に性行為を行わない作品もある。
毎月1日にリリースを掲げていたが、2017年9月、10月はリリースが途絶えた。同年11月に「桜もこ」がデビューするも、以降リリースが途絶えた。
2018年12月に、10周年記念作品として人気女優へと昇り詰めたレーベル出身の高橋しょう子と三上悠亜の共演作をリリース。その作品を最後にリリースはされていなかったが、2020年12月25日から公式サイトにてカウントダウンが表示開始、12月29日、翌2021年に安位カヲルのデビューが発表されレーベルとして2年振りのリリースとなる。

## 出演者
|    | 名前                  | 作品 | 発売日 | AV前職                                              | 移籍                            | 現在 太文字・無記は現役 |
| -- | --------------------- | --- | --- | --------------------------------------------------- | ------------------------------- | ----------------------- |
| 01 | 三枝実央              | ☆スキャンダル ☆セクシャル ☆ワンダフル | 2008年9月1日 2008年10月1日 2008年11月1日                                                                               | 女優、グラビアアイドル                              | 嵐を呼ぶスーパーガール          | 引退 ストリッパー       |
| 02 | 吉野公佳              | ★インパクト | 2008年10月1日 | 女優                                                |                                 | 女優                    |
| 03 | 佳山三花              | パーフェクト ダイナマイト グラマラス | 2008年11月1日 2008年12月1日 2009年1月1日                                                                               | グラビアアイドル (旧芸名：小田有紗)                 | 嵐を呼ぶスーパーガール エスワン | 引退                    |
| 04 | 小桜セレナ            | ★デカメロン | 2008年12月1日 | 女優                                                | -                               | 女優                    |
| 05 | 藤浦めぐ              | ☆ドリーム | 2009年1月1日 | グラビアアイドル                                    | エスワン...他                   | めぐり                  |
| 06 | 風子                  | グレイト ボンバー マックス | 2009年2月1日 2009年3月1日 2009年4月1日                                                                                 | グラビアアイドル                                    | エスワン                        | 引退 タレント (Pちゃん) |
| 07 | 月見栞                | 誘惑 | 2009年4月1日 | グラビアアイドル タレント                           | エスワン アタッカーズ           | 引退                    |
| 08 | 三村翔子              | ☆フレッシュ | 2009年5月1日 | グラビアアイドル                                    | アイデアポケット                | 引退                    |
| 09 | 濱田のり子            | ★Revenge of love | 2009年6月1日 | 女優 元.セイントフォー                              | -                               | 女優                    |
| 10 | 鈴木早智子            | ★September Shock | 2009年9月1日 | 歌手、女優 元.Wink                                  | -                               | 歌手、女優              |
| 11 | 戸田アイラ            | CUTE | 2009年10月1日 | モデル                                              | エスワン...他                   | 引退                    |
| 12 | KAORI                 | Perfume SEXSEXSEX Venus FUCK! EROTIC HONEY VIP HIP SEX Bitch! 乱交 | 2009年12月1日 2010年1月1日 2010年2月1日 2010年3月1日 2010年4月1日 2010年5月1日 2010年6月1日 2010年7月1日 2010年10月1日 | レースクイーン グラビアアイドル                     | プレミアム...他                 | 引退                    |
| 13 | 藤間ゆかり            | 芸能人 未成年 | 2010年1月1日 | グラビアアイドル                                    | エスワン                        | 引退                    |
| 14 | 成海朱帆              | お天気お姉さん | 2010年2月1日 | レースクイーン グラビアアイドル                     | -                               | 引退                    |
| 15 | 水瀬ちあき            | Sienne | 2010年3月1日 | 宝塚歌劇団娘役 （星組：水瀬千秋)                    | -                               | 引退                    |
| 16 | 七色あん              | お〇ガールAV解禁 | 2010年4月1日 | タレント                                            | MOODYZ                          | 乃々果花 引退           |
| 17 | Seiko。               | ものまね芸能人 | 2010年6月1日 | ものまねタレント                                    | マドンナ...他                   | ものまねタレント        |
| 18 | 春菜はな              | 奇跡のKカップ REAL SEX LAST SEX | 2010年7月1日 2010年8月1日 2010年9月1日                                                                                 | グラビアアイドル                                    | エスワン...他                   |                         |
| 19 | 後藤麻衣              | mai lovers | 2010年8月1日 | 女優、タレント 着エロアイドル                       | THE 最強...他                   | グラビアモデル          |
| 20 | 小林ユリ              | ★MOSAIC nude | 2010年9月1日 | グラビアアイドル 着エロアイドル                     | -                               | 休業                    |
| 21 | 原田明絵              | ☆清純聖女 | 2010年11月1日 | 女優、歌手 元MUH〜                                  | アイデアポケット SOD            | 引退                    |
| 22 | つぐみ                | ☆女優 ☆秘蜜 | 2010年12月1日 2011年1月1日                                                                                             | 女優                                                | -                               | 女優                    |
| 23 | 島田陽子              | ★密会 ★不貞愛 | 2011年1月1日 2011年2月1日                                                                                              | 女優                                                | -                               | 女優                    |
| 24 | 小松千春              | ☆告白 ☆宿命 本番 受精 | 2011年2月1日 2011年12月1日 2015年4月1日 2015年7月1日                                                                   | 女優                                                | KMP                             | 女優                    |
| 26 | 清野ゆり              | 処女ドルAV解禁 | 2011年3月1日 | 着エロアイドル                                      | MOODYZ                          | 更田まき                |
| 27 | 岡田真由香            | ☆Love Body ☆Love Again ☆Love Training ☆LOVE OFFICE ☆LOVE FINAL ☆REBOOT ☆COMEBACK ☆FINAL FUCK | 2011年4月1日 2011年5月1日 2012年1月1日 2012年10月1日 2012年11月1日 2015年2月1日 2016年4月1日 2016年5月1日              | グラビアアイドル                                    | -                               | タレント                |
| 28 | 星美りか              | ☆決心 | 2011年9月1日 | グラビアアイドル                                    | アイデアポケット...他           | 引退 タレント           |
| 29 | 香西咲                | RACE QUEEN | 2011年10月1日 | レースクイーン                                      | エスワン...他                   | 引退                    |
| 30 | 丘咲エミリ            | ☆BEAUTY GIRL | 2011年11月1日 | グラビアアイドル                                    | アイデアポケット...他           | 引退                    |
| 31 | 長谷川リホ            | 私、人前でSEXしちゃいます! | 2012年5月1日 | グラビアアイドル                                    | エスワン...他                   | 引退                    |
| 32 | 西本はるか            | ★Don't you know? | 2012年8月1日 | 女優、タレント 元パイレーツ                         | -                               | 女優、タレント          |
| 33 | あいかりん            | HAT TRICK | 2012年12月1日 | モデル                                              | プレステージ...他               | タレント                |
| 34 | AZUMI                 | COLORLESS | 2013年1月1日 | 歌手                                                | アイデアポケット                | 女優、モデル            |
| 35 | 卯水咲流              | ☆爽健美人 ☆SUTEKI | 2013年2月1日 2013年3月1日                                                                                              | モデル、女優、タレント (旧芸名:森山綾乃)            | アイデアポケット                |                         |
| 36 | 緒川凛                | SUPER WOMAN | 2013年4月1日 | 女優、タレント                                      | アイデアポケット...他           | 舞台、ストリップ 岡江凛 |
| 37 | 新山らん              | BAZOOKA | 2013年5月1日 | グラビアアイドル                                    | エスワン                        | 引退                    |
| 38 | 推川ゆうり            | idol | 2013年7月1日 | グラビアアイドル 恵比寿マスカッツ (旧芸名:押川唯香) | エスワン...他                   |                         |
| 39 | 未来（ミク）          | アキバのカフぇ子AVデビュー | 2013年8月1日 | アイドル                                            | 宇宙企画                        | 引退                    |
| 40 | 逢坂はるな            | ★国民的アイドル ☆国民的アイドルSEX解禁 | 2013年10月1日 2014年1月1日                                                                                             | アイドル                                            | アイデアポケット...他           | 引退                    |
| 41 | 深山あすか            | ☆HEROINE ☆CHANGE | 2013年10月13日 2013年11月13日                                                                                          | 着エロアイドル                                      | GIGA                            | 引退                    |
| 42 | 嘉門洋子              | ☆出逢い | 2013年11月1日 | 女優、タレント                                      | -                               | 女優、タレント          |
| 43 | 後藤理沙              | ☆欲望 | 2013年12月1日 | 女優                                                | -                               | 女優                    |
| 45 | 星月れお              | AV Debut | 2014年3月1日 | グラビアモデル                                      | kawaii*...他                    | 越川アメリ              |
| 46 | 中森あきない          | DESIRE | 2014年5月1日 | ものまねタレント                                    | -                               | ものまねタレント        |
| 47 | 城田理加              | R18 ガチ5本番! | 2014年12月1日 | アイドル                                            | -                               | 引退                    |
| 48 | 片平あかね            | 衝撃！世界的大会1位のマーメイドがMUTEKIデビュー！ | 2015年1月1日 | アーティスティックスイミング選手                    | E-BODY                          | 引退                    |
| 49 | 夏川みすず            | 帰ってきた！ギリギリガール！ ギリギリガール VOL.2 | 2015年3月1日 2015年5月1日                                                                                              | タレント                                            | -                               |                         |
| 50 | 三上悠亜              | ☆Princess Peach 快感 絶頂×4本番 ボクのカノジョは三上悠亜 アイドルがご奉仕してくれる最高級5つ星ソープランド 女子校生アイドルと放課後にエッチしよっ 唾液を絡める濃厚接吻セックス 快感スプラッシュ！はじめての気持ち良すぎる潮吹き | 2015年6月1日 2016年1月1日 2016年2月1日 2016年4月1日 2016年5月1日 2016年6月1日 2016年7月1日 2016年8月1日                | アイドル                                            | エスワン                        | 引退 タレント           |
| 51 | YUNA                  | 有名プロ球団専属チアリーダーMUTEKIデビュー | 2015年11月1日 | チアリーダー                                        | kawaii*                         | 引退                    |
| 52 | Yukika                | 世界大会で活躍した美し過ぎるスノーボーダーMUTEKIデビュー! | 2015年12月1日 | プロスノーボーダー                                  | -                               | 引退                    |
| 53 | 羽咲みはる            | Discovery | 2016年4月1日 | アイドル                                            | エスワン                        | 引退 タレント           |
| 54 | 高橋しょう子          | グラビア四天王たかしょーMUTEKI Debut | 2016年5月1日 | グラビアアイドル                                    | MOODYZ                          | 引退 モデル             |
| 55 | もちづきる美          | ★本番解禁 | 2016年8月1日 | 女優 アイドル                                       | マドンナ…他                     |                         |
| 56 | ANRI                  | 芸能人ANRI What a day!! | 2016年10月1日 | タレント、女優 （旧芸名：坂口杏里）                 | MOODYZ                          | 引退 インフルエンサー   |
| 57 | Ai                    | ガールズロックバンドの美少女ボーカル MUTEKIデビュー Ai | 2017年1月1日 | 歌手                                                | kawaii*                         |                         |
| 58 | 松本菜奈実            | Iカップ100cm 現役グラビアアイドル 松本菜奈実 MUTEKIデビュー Iカップ100cm現役グラビアアイドル 松本菜奈実 絶頂×4本番 | 2017年3月1日 2017年4月1日                                                                                              | グラビアアイドル                                    | エスワン...他                   |                         |
| 59 | 夢川エマ              | PERFECT BODY 着エロアイドル夢川エマ本番解禁 | 2017年4月1日 | 着エロアイドル                                      | -                               | 引退                    |
| 60 | 今井メロ              | snow drop SNOW OUT | 2017年5月1日 2017年6月1日                                                                                              | スノーボード選手 トリノオリンピック日本代表         | -                               |                         |
| 61 | 仲村みう              | Fade In | 2017年6月1日 | グラビアアイドル                                    | MOODYZ                          |                         |
| 62 | 松田美子              | NUMBER 01 NUMBER 02 絶頂×4本番 | 2017年7月1日 2017年8月1日                                                                                              | アイドル                                            | エスワン                        |                         |
| 63 | 桜もこ                | 外神田の元人気No.1アイドルが衝撃のMUTEKIデビュー FUCK STAGE | 2017年11月1日 | アイドル                                            | kawaii* 本中 アタッカーズ       | 引退 実業家             |
|    | 三上悠亜 高橋しょう子 | ふたりは無敵 MUTEKI 10周年記念Special W芸能人VR 芸能人とドリーム逆3P体験 | 2018年12月1日 |                                                     |                                 |                         |
| 64 | 安位カヲル            | 令和グラビアランキングNo.1安位カヲルMUTEKIデビュー | 2021年2月1日 | グラビア・着エロアイドル                            | エスワン OPPAI                  | 安位薫                  |
| 65 | 金松季歩              | 18Gold 金松季歩 | 2024年4月2日 | アイドル・グラビアアイドル                          | エスワン                        |                         |
| 66 | 石田佳蓮              | l doing!!! | 2024年9月3日 | アイドル                                            | エスワン                        |                         |
| 67 | 紫堂るい              | Flowing river | 2025年6月4日 | 子役、グラビアアイドル                              |                                 |                         |

- ★：「アダルトイメージビデオ」。本番行為がない。
- ☆：「擬似性交」。張形や前貼り等を使用。

### 総集編・ベスト
- MUTEKI BEST 4時間（2010年10月01日）
- MUTEKI総集編Vol.1（2012年02月01日）
- 再会 ／ 小松千春（2012年4月1日） ※過去2作の総集編
- MUTEKI総集編Vol.2（2014年08月01日）
- 岡田真由香 BEST4時間 ALL of MAYUKA（2014年10月01日）
- 芸能人が絶対見られたくないオナニー4時間（2015年08月01日）
- BEST OF GIRI GIRI（2015年09月01日）
- ベストオブ岡田真由香 MUTEKI全作品コンプリート8時間（2016年11月1日）

### 発売中止
- 藍色しあん（あいいろしあん）
  - 「NEW TYPE」（2011年3月1日 MEX-007）リリース前に諸事情により販売中止となる。
    - 発売日間近でのリリース中止のため出荷済の一部店舗に見本盤等が出回る。
    - 回収告知はしたものの、高額でネット売買されていたこともある。

- 龍野心（たつのこころ）
  - 「LOVE DESTROY」（2014年2月1日 TEK-058／9TEK-058）
    - リリース前に諸事情により販売中止となる。